# Никольская ярмарка (Таганрог)
Никольская ярмарка — ежегодный торг, который проходил в весенний период в XIX в Таганроге, в России.

## История
В первой половине XIX века Никольская ярмарка была важным событием городской и торговой жизни Таганрога. Ее открытие ежегодно происходило 9 мая на той территории, где сейчас располагается городской стадион и Привокзальная площадь, которая раньше носила название Ярмарочной площади из-за проводимых на ней торговых мероприятий. Ярмарочная площадь сформировалась в начале XIX века как место для проведения Никольской, Успенской (ее открытие припадало на 15 августа) и Михайловской ярмарок в Таганроге. Согласно генеральному плану 1834 года торговая площадка должна была находиться за городской чертой, изначально ее планировали создать на улице Чехова, чтобы облегчить пути привоза импортных товаров из гавани, а также товаров из северных и западных городов России.
Никольская ярмарка была центром коммерческих операций и народных гуляний. Известно, что в 1854 году на Никольскую ярмарку было привезено товаров на 334 000 рублей. Во время ее проведения работали качели и карусели, приезжал специальный оркестр, который специализировался на ярмарочных гуляньях. Однако со временем ярмарки постепенно перестали играть важную роль в жизни города.